# Lustgassystem

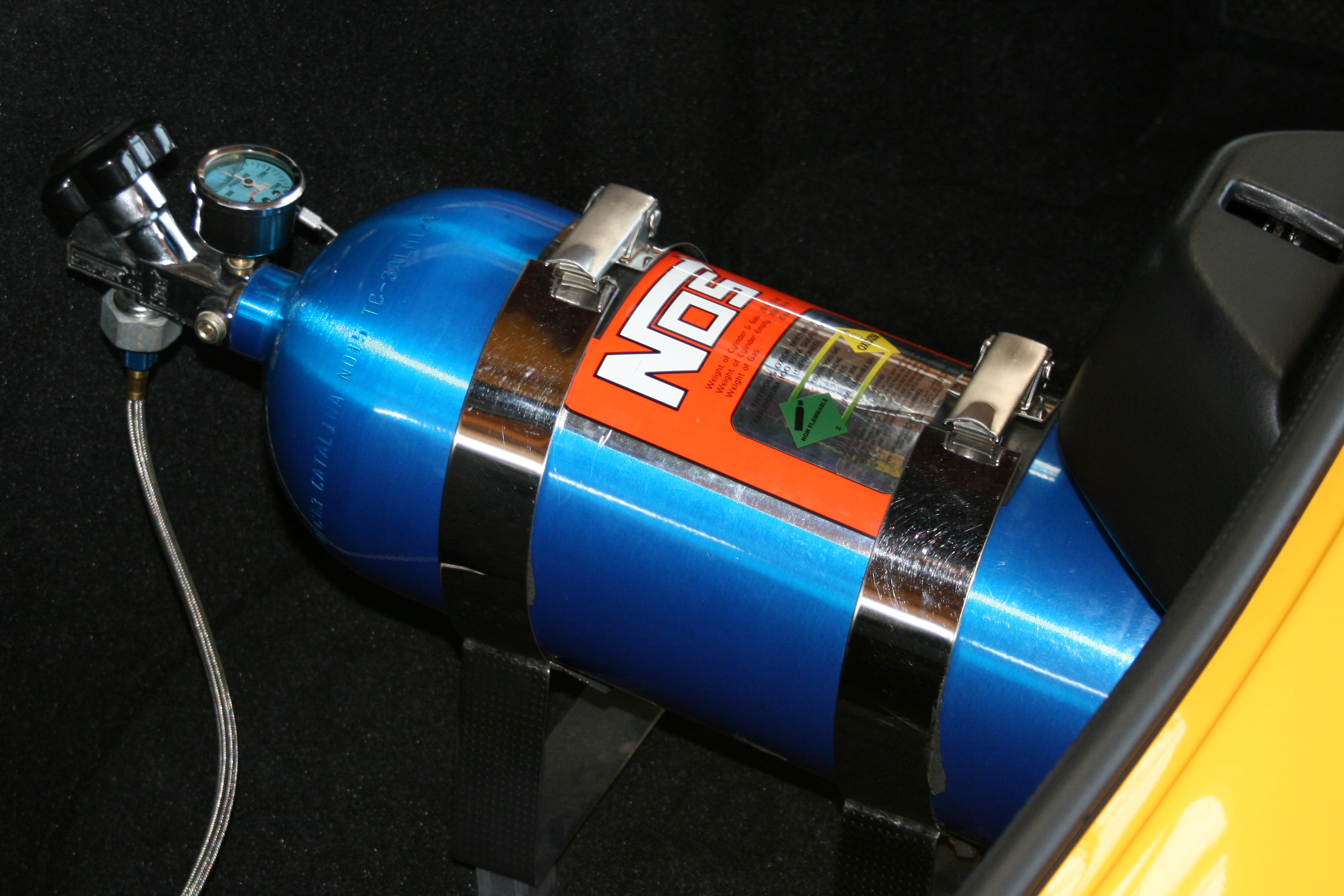
Lustgastub i bil

Ett lustgassystem är ett system som sprutar in N2O (lustgas) i insuget till en motor för att öka motoreffekten. Lustgassystem används främst i bilar som används för dragracing och streetracing, där det krävs snabb och kraftig acceleration. Genom att tillsätta lustgas till motorns insug kan man snabbt öka effektuttaget, vilket leder till ökad prestanda under tävlingar och snabb acceleration på korta sträckor.

## Principen bakom lustgas
Vid upphettning i motorn sönderfaller lustgasen (N2O) i syre (O2) och kväve (N2). Syret som frigörs under denna process gör att motorn får tillgång till mer syre för förbränning, vilket gör att mer bränsle kan förbrännas och därmed generera mer energi. Detta leder till en ökad motoreffekt, vilket är huvudsyftet med att använda lustgas. 
Kvävet som frigörs vid nedbrytningen av lustgasen fungerar dessutom som en kylmedel. Det bidrar till att sänka motortemperaturen och minskar risken för överhettning. Det är en avgörande faktor, särskilt när motorn är under hög belastning. Kylningen sker genom att kvävet absorberar värme, vilket gör att motorn kan hantera den ökade effekten utan att bli skadad.

## Kylande effekt och densitet
En annan viktig funktion hos lustgas är dess kylande effekt på luft-bränsleblandningen. När lustgas sprutas in i motorns insug i vätskeform, sänks temperaturen på insugsluften. Denna temperaturdifferens gör att luften blir tätare, vilket innebär att mer luft kan sugas in i motorn. Eftersom mer luft innebär att mer bränsle kan förbrännas, ökar den totala effekten. En högre densitet på insugsluften gör också att motorn kan utnyttja mer av den energi som genereras vid förbränningen, vilket leder till en kraftig effektökning.

## Risker och underhåll
Lustgas används oftast för att tillfälligt öka motoreffekten, och det innebär vissa risker för motorn. Eftersom lustgasen tillför extra syre och därmed bränsle, ökar också risken för överhettning och mekaniska skador om systemet inte används korrekt. För att motorn ska kunna hantera den ökade belastningen, måste den vara anpassad för högre effekter, vilket ofta innebär att motorkomponenter såsom kolvar, cylinderhuvuden och ventiler förstärks. 
Det är också viktigt att använda rätt teknik för att säkerställa att lustgasen sprutas in i motorn på ett kontrollerat sätt. Överanvändning eller felaktig installation kan leda till att motorn utsätts för alltför höga temperaturer eller onormal tryckbelastning, vilket kan resultera i motorhaveri.

## Tillämpningar inom motorsport
Lustgassystem är vanligast i motorsport, särskilt inom dragracing och streetracing. I dessa discipliner är det viktigt att kunna uppnå högsta möjliga acceleration på kort tid. Lustgas används därför som ett sätt att snabbt öka bilens hästkrafter under tävlingarna. I dragracing är varje hundradels sekund viktig, och lustgas kan vara avgörande för att vinna ett lopp. 
Flera motorsportorganisationer och tävlingar har regler kring användning av lustgas i tävlingar för att säkerställa att alla deltagande fordon har rätt säkerhetsstandarder och för att förhindra fusk.

## Fotnoter
1. ↑  Teknikens Värld (2 november 2020). ”Lustgas och dess effekter på motorer”. https://www.teknikensvarld.se/motor/lustgas-och-dess-effekter-pa-motorer-12345/. Läst 3 mars 2025.[död länk]
2. ↑  MotorSport Guide (15 maj 2021). ”Motorteknik för dragracing”. https://www.motorsportguide.se/motorteknik-for-dragracing. Läst 3 mars 2025.
3. ↑  AutoSport Today (22 juni 2022). ”Lustgassystem i motorsport”. https://www.autosporttoday.com/lustgassystem-i-motorsport. Läst 3 mars 2025.
4. ↑  Bilentusiasten (11 mars 2021). ”Effekter av lustgas på motorprestanda”. https://www.bilentusiasten.se/effekter-av-lustgas-pa-motorprestanda. Läst 3 mars 2025.